# Proechimys longicaudatus
Proechimys longicaudatus е вид бозайник от семейство Бодливи плъхове (Echimyidae).

## Разпространение
Видът е разпространен в Боливия, Бразилия и Парагвай.